# Ulrike Butz
Pour les articles homonymes, voir Ulrike et Butz.
Ulrike Butz est une actrice allemande née le 1er juillet 1954 à Francfort et décédée le 27 août 2000 à Munich.

## Biographie
Ulrike Butz a tourné de nombreux films érotiques.

## Filmographie
- 1972 : Jeux d'amour chez les jeunes filles (de) : Mädchen neben Mülltonnen
- 1972 : Les Plaisirs de la femme dressée : Hanni
- 1972 : Les Dragueuses : la fille en robe de papier
- 1972 : Bons Baisers de Munich : Ina Kaufmann
- 1972 : Bacchanales érotiques : Angelika
- 1972 : Les Savoureuses : Karin
- 1972 : Filles en chaleur : Doris
- 1973 : Les Indécentes : Lissy
- 1973 : Les Ballets roses
- 1973 : Chaleurs profondes : Petra
- 1973 : Suce pas ton pouce ! : Gudula
- 1973 : Was Schulmädchen verschweigen : Burgie Wimmer
- 1973 : Sex-Träume-Report : Politesse Monika
- 1973 : Sie und er im Rausch der Wollust : Karin
- 1973 : Y'a pas de mal à se faire plaisir
- 1973 : Libres Jouissances : Topsy
- 1973 : Hausfrauen-Report 4 : Gudrun
- 1973 : Lolita super sexy : Lilo
- 1973 : Le Château des messes noires : Monika
- 1973 : Muschimaus mag's grad heraus : Senta Vukovic
- 1973 : Le Journal intime d'une polissonne en chaleur : Petra Steiner
- 1973 : Le Sexe infernal
- 1973 : Les Culbuteuses
- 1974 : La Cavaleuse au corps chaud : l'actrice
- 1974 : Wenn die prallen Möpse hüpfen : Ingrid
- 1974 : Le Feu aux fesses : Rosl Ploderer
- 1974 : Schulmädchen-Report 7. Teil - Doch das Herz muß dabei sein : Ulla
- 1974 : Ah ! quel plaisir de pouvoir s'en servir ! : Marianne Barnik
- 1974 : Laß jucken, Kumpel 3. Teil - Maloche, Bier und Bett : Erika
- 1974 : Deux Compères sur l'alpage : Erika Keller
- 1981 : Laisse tomber, compère ! : Heynes Frau
- 1983 : Die unglaublichen Abenteuer des Guru Jakob : Gretl